# شهرستان امبوی، میشیگان
شهرستان امبوی، میشیگان (به انگلیسی: Amboy Township, Michigan) یک منطقهٔ مسکونی در ایالات متحده آمریکا است که در میشیگان واقع شده‌است.

## خصوصیات
شهرستان امبوی ۷۹٫۳ کیلومترمربع مساحت و ۱٬۲۲۴ نفر جمعیت دارد و ۲۸۹ متر بالاتر از سطح دریا واقع شده‌است.